# 奧博爾尼基
奧博爾尼基是波蘭的城鎮，位於該國西北部瓦爾塔河畔，距離首府波茲南約30公里，由大波蘭省負責管轄，面積14.08平方公里，2006年人口17,850。

## 外部連結
- Official town website （波兰語）
- Map, via mapa.szukacz.pl （页面存档备份，存于） （波兰語）

52°39′N 16°49′E / 52.650°N 16.817°E